# Coaxocotitla
Coaxocotitla är en ort i Mexiko.   Den ligger i kommunen Tamazunchale och delstaten San Luis Potosí, i den sydöstra delen av landet, 200 km norr om huvudstaden Mexico City. Coaxocotitla ligger 194 meter över havet och antalet invånare är 787.
Terrängen runt Coaxocotitla är huvudsakligen kuperad, men åt nordost är den platt. Runt Coaxocotitla är det ganska tätbefolkat, med 56 invånare per kvadratkilometer. Närmaste större samhälle är Tamazunchale, 5,8 km norr om Coaxocotitla. I omgivningarna runt Coaxocotitla växer huvudsakligen savannskog.